# Bataille de la Roche-aux-Moines
Conflit entre Capétiens et Plantagenêt - 
Guerre de 1213-1214
Batailles
- Fréteval (1194)
- Gisors (1198)
- Châlus-Chabrol (1199)

- Mirebeau (1202) (en)
- Château-Gaillard (1203-1204)
- Rouen (1204)

- Damme (navale) (1213)
- Damme (terrestre) (1213)
- La Roche-aux-Moines (1214)
- Bouvines (1214)

- Lincoln (1217)
- Douvres (1217)
- Sandwich (1217)

- La Rochelle (1224)

- Taillebourg (1242)

La bataille de la Roche-aux-Moines est une bataille importante qui eut lieu le 2 juillet 1214 près de l'actuelle Savennières en Maine-et-Loire.

## Contexte

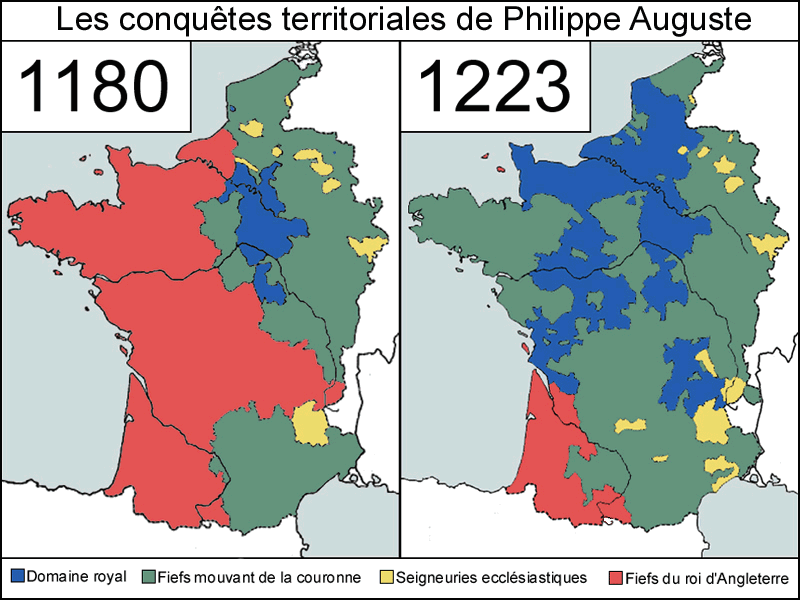
L’évolution du territoire sous Philippe Auguste.

En 1214, Jean sans Terre, alors roi d'Angleterre, allié à l'empereur du Saint-Empire romain germanique Otton IV, attaque le royaume de France. Ils ont pour objectif Paris. Pendant que les Anglais attireraient les Français au sud, les impériaux auraient le champ libre et pourraient attaquer la capitale par le nord.
Le 16 février 1214, le roi anglais débarque avec ses troupes à La Rochelle. Prenant connaissance de ce débarquement, Philippe II Auguste, roi de France, descend le plus rapidement possible jusqu'à Châtellerault, avec son fils, le prince Louis, le futur Louis VIII le Lion. Jean sans Terre, ayant appris le déplacement des Français, amorce alors une manœuvre de repli, espérant attirer ses ennemis au plus loin de Paris. Mais Philippe II sent le danger et arrête son armée à Chinon. Apprenant alors l'attaque d'Otton IV au nord, Philippe II décide de scinder sa force en deux pour lui faire affronter les deux menaces qui pèsent sur son royaume. Il va alors au nord pour se confronter à l'empereur tandis que son fils s'occupe des Anglais au sud.

## Déroulement
Craignant de se faire couper toute voie de repli en cas d'échec devant la capitale française, le roi d'Angleterre prend la décision de s'arrêter devant la forteresse de la Roche-aux-Moines (Savennières), plutôt que de l'éviter. De là, Jean peut se diriger vers Paris, plus tranquillement, sans devoir constamment se retourner pour voir si Louis n'est pas en train de le  poursuivre. 
La forteresse de la Roche aux Moines est dirigée par Guillaume des Roches, le sénéchal d'Anjou, et celui-ci, plutôt vaillant, est déterminé à ne pas céder devant la menace grandissante. Lorsque le siège commence, le prince Louis arrive, le 2 juillet 1214. Jean sans Terre, estimant le danger trop important, s'enfuit finalement sans combattre, en laissant sur place ses machines de siège, les bagages de son armée et donc son trésor.

## Conséquences
L' « affrontement » (événement sans combat) de la Roche-aux-Moines permet aux Français de consolider leurs positions au sud, et d'affaiblir la force anglaise, en la privant de ses engins de siège, et en l'empêchant donc de prendre d'assaut d'autres places fortes. Cette bataille décisive permet aussi aux Français de se consacrer principalement à la guerre contre Otton en Flandres, et contribuera ainsi à la victoire de la bataille de Bouvines.
En Angleterre, la fuite de Jean sans Terre contribue à la révolte de la noblesse anglaise et le prince Louis (futur Louis VIII) se sent assez fort, en 1216-1217, pour tenter d'envahir l'Angleterre.
Cette fuite de Jean Sans Terre et de son armée donnera naissance à l’expression « filer à l’anglaise ».[réf. nécessaire]